# Бождаревац
Бождаревац (серб. Бождаревац) — населённый пункт в Сербии, округе Белград, общине Бараево.

## Население
В селе проживает 1218 жителей, из которых совершеннолетних 991. Средний возраст — 41,9 года (мужчины — 40,8 года, женщины — 42,9 года). В населённом пункте 382 домохозяйств, среднее число членов в которых — 3,19.
|            | Этносы | Численность |
| ---------- | ------ | ----------- |
|            | сербы  | 1192        |
| черногорцы | 13     |             |
| югословены | 5      |             |